# 飛馬座IM
飛馬座IM，又名BD+16 4831，HD 216489、SAO 108231、HR 8703，是飛馬座的一颗恒星，视星等为5.64，位于銀經86.36，銀緯-37.48，其B1900.0坐标为赤經22h 48m 6.9s，赤緯+16° -37.48′ 38″。